# Giovanni Mario Crescimbeni

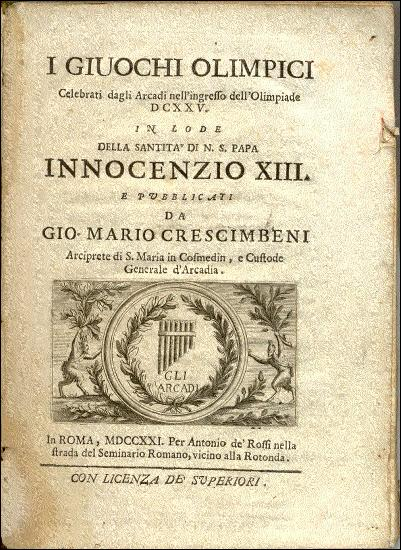
Publicaciones de las obras de los miembros de la Academia de Arcadia por Crescimbeni.

Giovanni Mario Crescimbeni, (Macerata, 9 de octubre de 1663 - Roma, 8 de marzo de 1728) fue un hombre de letras y crítico literario italiano.

## Biografía
Se educó con un cura francés en Roma y entró en el colegio de los Jesuitas de su ciudad natal, donde escribió una tragedia sobre la historia de Darío y versificó la Farsalia de Lucano en italiano. En 1679 recibió el grado de doctor en leyes y en 1680 volvió a Roma. En sus estudios con Vincenzo da Filicaja y Niccolò Leonico llegó a la conclusión de que sus contemporáneos se habían extraviado literariamente en una falsa dirección y resolvió emprender una reforma estética general, por lo que fundó en Roma y en 1690 con Giovanni Vincenzo Gravina y otros dos la Academia de los Arcades (o mejor Academia de Arcadia), que tenía por fin encauzar el buen gusto hacia lo natural y lo clásico, contra los desvíos barrocos y culteranos del Marinismo. Los miembros de esta academia tomaban nombres extraídos de la mitología o la historia griega; Crescimbeni tomó el de Alfesibeo. Se desarrollaron rápidamente allí dos tendencias opuestas, la de Gravina, que se nutría de los modelos de Dante y Homero, y la de Crescimbeni, más moderna, que encontraba su referente en Petrarca. La academia se desarrolló con rapidez y obtuvo un gran éxito, de suerte que surgieron muchas otras academias en Italia a su imitación, llamadas colonias; tuvo una gran importancia en la constitución del movimiento estético conocido como Neoclasicismo. Crescimbeni ofició como secretario de la Academia durante treinta y ocho años; los papas le recompensaron con beneficios eclesiásticos lucrativos; por ejemplo, en 1705 fue hecho canónigo de Santa María in Cosmedin, e ingresó al final de su vida en la Compañía de Jesús. 
De él se conserva un volumen de poesías de 1695 y un gran número de obras en prosa, entre las cuales las más estimadas son un Istoria della volgar poesia o "Historia de la poesía vulgar", (1698), completada luego por sus Comentarii o "Comentarios" (cinco volúmenes entre 1702 y 1711), La Bellezza della volgar poezia (1700) y una Historia de los Arcades, (1708-1727).

## Obras
- Istoria della volgar poesia (1698)
- La bellezza della volgar poesia (1700, 17122)
- L' Arcadia del canonico Gio. Mario Crescimbeni custode della medesima Arcadia, di nuovo ampliata, e pubblicata d'ordine della Generale Adunanza degli Arcadi, colla giunta del Catalogo de' medesimi (1711)
- Comentarj del canonico Gio. Mario Crescimbeni custode d'Arcadia intorno alla sua Istoria della volgar poesia. Volume secondo parte prima contenente l'ampliazione del secondo libro dell'Istoria, mediante le vite, i giudizi, e i saggi de' poeti provenzali, che furono padri della detta poesia volgare (1722)
- Le Vite degli Arcadi illustri / scritte da diversi autori, pubblicate d'ordine della Generale Adunanza da Giovan Mario Crescimbeni (1708-1727)
- Poesie d'Alessandro Guidi pavese con la sua vita descritta da Gio. Mario Crescimbeni e due ragionamenti di Vincenzo Gravina
- L' istoria della basilica di s. Anastasia titolo cardinalizio, scritta da Gio. Mario Crescimbeni arciprete di s. Maria in Cosmedin, e custode generale d'Arcadia (1722)
- Serie cronologica dei cardinali diaconi dei prelati vicarii degli arcipreti e canonici e di altri componenti il capitolo della persigne basilica di Santa Maria in Cosmedin
- Notizie istoriche della sacra immagine della beatissima Vergine. Titolare della basilica di S. Maria in Cosmedin di Roma, estratte per maggior comodo de' divoti dall'Istoria, e dallo Stato di essa basilica di Gio. Mario Crescimbeni arciprete delle medesima. All'eminentissimo ... cardinale Alessandro Albani (1722)
- L' Elvio favola pastorale d'Alfesibeo Cario pastore, e custode d'Arcadia. Alla gentiliss. e valorosiss. pastorella arcade Amaranta Eleusina (1695)
- Rime di Alfesibeo Cario custode d'Arcadia. Col catalogo, e chiaue de' pastori Arcadi nominati in questa, e in altre opere dell'istesso autore (1695)
- Vita di Monsignor Gabbriello Filippucci Maceratese, scritta da Giouan Mario Crescimbeni (1698)